# Infinity Train
Infinity Train é uma série animada original do Cartoon Network criada por Owen Dennis.
A série se passa em um trem aparentemente interminável viajando por uma paisagem árida; os vagões do trem contêm uma variedade de ambientes bizarros e fantásticos. O trem pega passageiros que têm problemas emocionais, sociais ou não resolvidos ou trauma; enquanto viajam pelos vagões do trem, suas aventuras lhes dão a oportunidade de enfrentar e resolver seus problemas, representados por um número brilhante em sua mão direita que diminui à medida que cada questão pessoal é confrontada. Depois que eles resolvem seus problemas e seu número chega a zero, um portal é aberto e eles podem sair do trem e voltar para casa.
A série havia sido promovida como uma minissérie, mas foi mudada para ser uma série de antologia ao invés disso.
Na noite do último episódio da primeira temporada, foi anunciado que a série iria retornar.
Em outubro de 2019, foi anunciado que a série entraria para o HBO Max, serviço de streaming da Warner Media que também englobará todas as produções do Cartoon Network.
Em 22 de novembro de 2019, o site oficial do Trem Infinito foi atualizado com um novo quebra-cabeça da máquina de garras. A conclusão do quebra-cabeça leva a um trailer do livro 2 (segunda temporada).
Cada livro conta a história de um passageiro no trem. Como o livro 1 conta a história de Tulip, o livro 2, que contou a história de Jesse, um novo passageiro no trem.
Em julho de 2020 foi anunciado o livro 3 e seu cartaz. Estreou exclusivamente no HBO Max em 13 de agosto de 2020.
Uma quarta e última temporada foi anunciada em 17 de fevereiro de 2021. A temporada final foi lançada em 15 de abril de 2021.
A terceira temporada foi lançada no Brasil em 29 de julho de 2021.

## Enredo
A primeira temporada se concentra em Tulip Olsen, uma programadora de 12 anos amadora que se recusa a aceitar verdadeiramente o recente divórcio de seus pais Tulip é uma menina de 12 anos que programa jogos de forma amadora. Ela iria em um acampamentos de design de jogos que fica em Oshkosh, mas como seus pais são divorciados, seu pai não pode a levar. Tulip fica irritada e briga com sua mãe, até ignorando seu pai no celular. Com raiva, Tulip vai para uma floresta e encontra um trem que aparentemente iria levá-la para lá. Quando ela entra no veículo, um portal se abre e Tulip acorda em um lugar com aspecto de neve, encontrando One-One e em sua jornada pelo trem, também se junta a Atticus, rei dos Corgis. Ela finalmente descobre muitos dos segredos do trem e confronta Amelia, uma passageira que, em vez de resolver o trauma da morte de seu marido, usurpou o papel de maestro da One-One e tentou assumir o controle do trem. Antes de deixar o trem, Tulip convence Amelia a tentar se adaptar às mudanças em sua vida.
Em um episódio da primeira temporada, Tulip acaba libertando seu próprio reflexo do mundo dos espelhos, e as duas partes. A segunda temporada se concentra na Mirror Tulip emancipada ("MT"), agora em fuga de policiais tentando puni-la por abandonar seu papel como reflexo de Tulip. Ela se une a um novo passageiro de trem, Jesse, e Alan Dracula, um cervo silencioso com uma variedade de poderes. Ela ajuda Jesse a sair do trem, aprendendo a se defender, e ele volta ao trem para ajudá-la a fugir para o mundo exterior também. A terceira temporada gira em torno de Grace e Simon, que eram antagonistas na segunda temporada, quando eles conhecem uma jovem chamada Hazel, uma jovem menina que é acompanhada por seu amigo gorila Tuba, cercada pelo mistério de que por que o número em sua mão não brilha.

## Elenco de vozes
Personagem protagonista de um livro específico
     Personagem de apoio
     Personagem de apoio/protagonista de um livro específico
     Personagem de apoio que só aparece em uma temporada
| Personagem                                    | Vozes originais                                                 | Dublagem                                     | Dobragem              |
| Livro 1                                       | Livro 1                                                         | Livro 1                                      | Livro 1               |
| --------------------------------------------- | --------------------------------------------------------------- | -------------------------------------------- | --------------------- |
| Tulip Olsen                                   | Ashley Johnson Naomi Hansen (5 anos) Lily Sanfelippo (6-8 anos) | Raissa Bueno Rebeca Jóia (piloto)            | Teresa Macedo         |
| One-One / Glad-One Um-Um / Um-Feliz (BR)      | Jeremy Crutchley                                                | Fernando Ferraz Luiz Sérgio Navarro (piloto) | João Vicente          |
| One-One / Sad-One Um-Um / Um-Triste (BR)      | Owen Dennis                                                     | Fernando Ferraz Márcio Navarro (piloto)      | João Vicente          |
| Atticus                                       | Ernie Hudson                                                    | Mario Spatiziani Sérgio Moreno (piloto)      | Pedro Bargado         |
| The Cat A Gata (BR)                           | Kate Mulgrew                                                    | Mariana Pozatto                              | Suzana Farrajota      |
| Randall                                       | Rhys Darby                                                      | Vitor Paranhos                               | Carlos Martins        |
| The Steward A Comissária (BR)                 | Ashley Johnson                                                  | Carla Martelli                               | Solange Santos        |
| Nancy                                         | Lindsay Katai                                                   | Carla Martelli                               |                       |
| King Aloysius III Rei Aloysius III (BR)       | Matthew Rhys                                                    | Digao Vicente                                | Carlos Martins        |
| Kevin the Turtle' Kevin A Tartaruga (BR)      | Justin Michael                                                  | Josue Galinari                               | Eduardo Frazão        |
| Mirror Tulip Tulip Espelho (BR)               | Ashley Johnson                                                  | Raissa Bueno                                 | Teresa Macedo         |
| Special Agent Mace Agente Mace (BR)           | Ben Mendelsohn                                                  | Enio Vivona                                  | Pedro Caeiro          |
| Agent Sieve Agente Sieve (BR)                 | Bradley Whitford                                                | Josue Galinari                               | Eduardo Frazão        |
| Mikayla                                       | Reagan Gomez-Preston                                            | Gabriela Pellegrino                          | Catarina Guerreiro    |
| Megan Olsen                                   | Audrey Wasilewski                                               | Neli Rodrigues                               | Solange Santos        |
| Andy Olsen                                    | Mark Fite                                                       | Andre Gaiani                                 | Pedro Caiero          |
| Khaki Bottoms Calça Caqui (BR)                | Ron Funches                                                     | Demetrios Agustus                            | Pedro Barbeitos       |
| The Conductor/Amelia O Maquinista/Amelia (BR) | Matthew Rhys/Lena Headey                                        | Renan Alonso/Gisele Vechin                   | Inês Marques          |
| Alrick                                        | Rhys Darby                                                      | Renan Alonso                                 | Eduardo Frazão        |
| Livro 2                                       |                                                                 |                                              |                       |
| Jesse Cosay                                   | Robbie Daymond                                                  | Rafael Quelle                                | ASA                   |
| Mirror Tulip Tulip Espelho (BR)               | Ashley Johnson                                                  | Raissa Bueno                                 | ASA                   |
| Special Agent Mace Agente Mace (BR)           | Ben Medelshon                                                   | Enio Vivona                                  | ASA                   |
| Agent Sieve Agente Sieve (BR)                 | Bradley Whitford                                                | Josue Galinari                               | ASA                   |
| Nathan Cosay                                  | Justin Felbinger                                                | Carloz Magno                                 | ASA                   |
| Terrence, O Sapo                              | Owen Dennis                                                     | Nilson Ribeiro                               | ASA                   |
| Grace                                         | Kirby Howell-Baptiste                                           | Carla Martelli                               | ASA                   |
| Simon                                         | Kyle McCarley                                                   | Bruno Ferian                                 | ASA                   |
| Livro 3                                       |                                                                 |                                              |                       |
| Hazel                                         | TBA                                                             | Amanda Tavares                               | ASA                   |
| Grace                                         | Kirby Howell-Baptiste                                           | Carla Martelli                               | ASA                   |
| Simon                                         | Kyle McCarley                                                   | Bruno Ferian                                 | ASA                   |
| Tuba                                          | TBA                                                             | Rita Oliveira                                | ASA                   |
| Amelia                                        | Lena Headey                                                     | Gisele Vechin                                | ASA                   |
| The Cat A Gata (BR)                           | Kate Mulgrew                                                    | Mariana Pozatto                              | ASA                   |
| King Aloysius III Rei Aloysius III (BR)       | Matthew Rhys                                                    | Digao Vicente                                | ASA                   |
| Kevin the Turtle' Kevin A Tartaruga (BR)      | Justin Michael                                                  | Josue Galinari                               | ASA                   |
| Livro 4                                       |                                                                 |                                              |                       |
| Ryan                                          | Sekai Murashige                                                 | João Vieira                                  | Gonçalo Lima          |
| Min-Gi                                        | Johnny Young                                                    | Renan Alonso                                 | João Duarte Costa     |
| Kez                                           | Minty Lewis                                                     | Jéssica Cardia                               | Patrícia Adão Marques |
| The Cat A Gata (BR)                           | Kate Mulgrew                                                    | Mariana Pozatto                              | ASA                   |

|         | Versão Brasileira    | Versão Brasileira | Versão Portuguesa        |
| Piloto  | Série                |                   | Versão Portuguesa        |
| ------- | -------------------- | ----------------- | ------------------------ |
| Estúdio | Sérgio Moreno Filmes | Dubbing Company   | Iyuno-SDI Group Portugal |
| Direção | Luiz Sérgio Navarro  | Renan Alonso      | João Araújo              |

### Visão Geral
| Personagem                                       | Personagem                                       | Temporadas       | Temporadas       | Temporadas       | Temporadas       |
| Personagem                                       | Personagem                                       | 1                | 2                | 3                | 4                |
| Elenco Principal                                 | Elenco Principal                                 | Elenco Principal | Elenco Principal | Elenco Principal | Elenco Principal |
| ------------------------------------------------ | ------------------------------------------------ | ---------------- | ---------------- | ---------------- | ---------------- |
| Tulip Olsen                                      | Tulip Olsen                                      | Principal        | Mencionada       |                  |                  |
| Lake / "MT" (Mirror Tulip)/ "TE" (Tulip Espelho) | Lake / "MT" (Mirror Tulip)/ "TE" (Tulip Espelho) | Convidada        | Principal        |                  |                  |
| One-One/Um-Um                                    | Glad-One/Um-Feliz                                | Principal        | Recorrente       | Mencionado       | Recorrente       |
| One-One/Um-Um                                    | Sad-One/Um-Triste                                | Principal        | Recorrente       | Mencionado       |                  |
| Atticus                                          | Atticus                                          | Principal        | Mencionado       |                  |                  |
| Jesse Cosay                                      | Jesse Cosay                                      |                  | Principal        | Mencionado       |                  |
| Alan Dracula                                     | Alan Dracula                                     |                  | Principal        |                  |                  |
| Grace Monroe                                     | Grace Monroe                                     |                  | Recorrente       | Principal        |                  |
| Simon Laurent                                    | Simon Laurent                                    |                  | Recorrente       | Principal        |                  |
| Hazel                                            | Hazel                                            |                  |                  | Principal        |                  |
| Tuba                                             | Tuba                                             |                  |                  | Principal        |                  |
| Min-Gi Park                                      | Min-Gi Park                                      |                  |                  |                  | Principal        |
| Ryan Akagi                                       | Ryan Akagi                                       |                  |                  |                  | Principal        |
| Kez                                              | Kez                                              |                  |                  |                  | Principal        |
| Elenco Recorrente                                |                                                  |                  |                  |                  |                  |
| A Gata / Samantha                                | A Gata / Samantha                                | Recorrente       | Convidada        | Recorrente       | Convidada        |
| Randall                                          | Randall                                          | Recorrente       | Recorrente       | Convidado        |                  |
| Amelia Hughes                                    | Amelia Hughes                                    | Recorrente       | Mencionada       | Recorrente       | Recorrente       |
| The Steward/ Comissário                          | The Steward/ Comissário                          | Recorrente       | Cameo            | Cameo            | Recorrente       |
| Ghoms                                            | Ghoms                                            | Recorrente       | Cameo            | Recorrente       |                  |
| Megan Olsen                                      | Megan Olsen                                      | Recorrente       |                  |                  |                  |
| Andy Olsen                                       | Andy Olsen                                       | Recorrente       |                  |                  |                  |
| Mikayla                                          | Mikayla                                          | Recorrente       |                  |                  |                  |
| Reflection Police                                | Agente Mace                                      | Convidados       | Recorrentes      |                  |                  |
| Reflection Police                                | Agente Sieve                                     | Convidados       | Recorrentes      |                  |                  |
| Toad / Terrence                                  | Toad / Terrence                                  |                  | Recorrente       |                  |                  |
| Nate Cosay                                       | Nate Cosay                                       |                  | Recorrente       |                  |                  |
| Lucy                                             | Lucy                                             |                  | Cameo            | Recorrente       |                  |
| Todd                                             | Todd                                             |                  | Cameo            | Recorrente       |                  |
| Parka Denizens                                   | One                                              |                  |                  |                  | Recorrente       |
| Parka Denizens                                   | Two                                              |                  |                  |                  | Recorrente       |
| Parka Denizens                                   | Three                                            |                  |                  |                  | Recorrente       |
| Judge Morpho                                     | Judge Morpho                                     |                  |                  |                  | Recorrente       |
| Cow Creamer                                      | Cow Creamer                                      |                  |                  |                  | Recorrente       |
| Pig Baby/Toddler                                 | Pig Baby/Toddler                                 |                  |                  |                  | Recorrente       |
| Nigel                                            | Nigel                                            |                  |                  |                  | Recorrente       |
| Morgan                                           | Morgan                                           |                  |                  |                  | Recorrente       |

## Produção
Owen Dennis concebeu a série animada em 2010, originalmente como um filme. Como a protagonista Tulip, Dennis criou videogames como amador na adolescência, incluindo jogos de aventura aponte e clique e mods para títulos como Half-Life 2 e Unreal Tournament 2004. Ele afirmou que Myst tem sido uma de suas principais influências desde os 13 anos, e sua influência continuou no Infinity Train. Ele também cita Doctor Who, Agatha Christie, A história sem fim, Matrix, Philip K. Dick, Star Trek: Voyager e Sliders como influências, junto com romances como Nightbirds on Nantucket e The Wolves of Willoughby Chase.
A primeira exibição do piloto originalmente aconteceu no VOD da Cartoon Network em 1 de novembro de 2016. Um dia depois foi exibido em seu canal no YouTube em 2 de novembro de 2016. No Brasil, a estreia televisiva do piloto foi em 7 de julho de 2017 e foi ao ar no YouTube em 29 de dezembro de 2017.
Em 11 de março de 2018, o site oficial da Cartoon Network lançou um site de teaser que confirmou que o curta havia sido iluminado como uma série completa. Em julho de 2019, foi anunciado que Infinity Train iria estrear em 5 de agosto de 2019 com um evento de 5 noites cada noite 2 episódios no total de 10 exibições, Mas teve a pré-estreia de seu primeiro episódio na Comic Con Em San Diego em 20 de julho de 2019 e mais tarde no mesmo dia, foi exibido em um evento no YouTube em forma de transmissão ao-vivo onde havia uma contagem regressiva para o episódio começar. No Brasil, Houve uma estreia legendada no YouTube também em forma de transmissão ao-vivo começando a partir do dia 26 de agosto.
A estreia televisiva dublada ocorreu em 4 de novembro de 2019.
No mesmo mês, foi anunciado um trailer do livro 2 (ou temporada 2), Que estreou em 6 de janeiro de 2020.
No Brasil, o Livro 2 estreou em 2 de março de 2020.
Em julho de 2020 foi anunciado o livro 3 e seu cartaz. Estreou exclusivamente no HBO MAX em 13 de agosto de 2020.
O livro 4 foi anunciado em 2021 com um trailer no canal do HBO MAX.

### Remoção do HBO Max
Em 17 de agosto de 2022, foi anunciado que Infinity Train estava entre as 37 séries removidas da HBO Max. Dois dias depois, a série foi removida do serviço de streaming. Além disso, todas as referências ao programa foram removidas nos perfis do Cartoon Network no Twitter e no YouTube , com Dennis posteriormente afirmando em sua biografia no Twitter que os fãs teriam que recorrer à pirataria online para assistir à série. A trilha sonora do show foi posteriormente removida das plataformas online também. Os episódios do programa ainda podem ser adquiridos digitalmente no Prime Video, iTunes e Google Play (apenas nos Estados Unidos).
Após sua remoção do serviço, a série animada entrou nos trends topics do Twitter, pois os fãs expressaram sua frustração e decepção.
Essa remoção também aconteceu com outras séries animadas anteriormente disponíveis no serviço, como OK K.O.! Vamos ser Heróis, Mao Mao: Heróis de Coração Puro e Acampamento de Verão.

## Personagens

### Livro 1 - A Criança Perene
- Tulip Olsen (dublado por Ashley Johnson) - Uma garota de 13 anos lutando com o divórcio de seus pais que se vê presa no trem ao tentar chegar a um acampamento de design de jogos. Ela é analítica, prática e determinada a sair do trem. Naomi Hansen e Lily Sanfelippo dão voz a versões mais jovens de Tulip, respectivamente aos 5 anos e dos 6 aos 8 anos.

- One-One - Um robô esférico que consiste em dois robôs separados em forma de hemisfério. No  Livro 1, One-One acompanha Tulip em sua jornada e, eventualmente, descobre que é o condutor legítimo do trem. No final do  Livro 1, One-One reassume suas funções como Maestro, supervisionando as operações do trem e dos passageiros.
  - Glad-One (Jeremy Crutchley) - A parte exuberante e otimista de One-One.
  - Sad-One (Owen Dennis) - A parte sombria e pessimista de One-One.

- Atticus (Ernie Hudson) - Um corgi falante e o rei da Corginia, um dos vagões do trem. Ele acompanha Tulip em sua jornada.

### Livro 2 - Reflexão Rachada
- Lake / MT (Ashley Johnson) - O reflexo de Tulip, libertado do mundo de espelho por Tulip em um episódio do  Livro 1. No início do Livro 2, ela estava vivendo no trem como uma fugitiva da polícia de reflexão. Ela acompanha Jesse em sua jornada através do trem enquanto luta com seu senso de identidade como uma pessoa independente, ao invés do reflexo de Tulip ou uma construção do trem. Ao sair do trem no final do Livro 2, ela se chama de Lake.

- Jesse Cosay (Robbie Daymond) - Um passageiro que se torna amigo de MT e a ajuda a escapar do trem. Ele é tranquilo e amigável, mas tem dificuldade em resistir a pressão dos colegas; sua experiência no trem o ensina a defender seus amigos.

- Alan Dracula - Um mágico cervo de cauda branca, um habitante do trem que acompanha MT e Jesse.

### Livro 3 - Culto ao Maestro
- Grace Monroe (Kirby Howell-Baptiste) - A jovem líder da Apex, uma gangue de passageiros que visa aumentar seu número para permanecer no trem indefinidamente, e acredita que One-One é um impostor que usurpou o papel de Maestro. Depois de aparecer como uma antagonista secundária no Livro 2, Grace retorna como uma das principais protagonistas do Livro 3, no qual ela gradualmente começa a ver o erro de seus caminhos e decide tentar consertar seus erros. Brooke Singleton dá voz a Grace como uma criança.

- Simon Laurent (Kyle McCarley) - o segundo em comando e melhor amigo de Grace, que aparece pela primeira vez ao lado dela no Livro 2. Embora os dois sejam muito próximos, eles gradualmente se separam durante o Livro 3, devido ao comportamento sociopata e assassino de Simon e seu relutância em reconhecer seus erros e aprender com eles. Samuel Faraci dá voz a Simon quando criança.

- Hazel (Isabella Abiera) - Uma menina de 6 anos que viaja no trem. Embora ela tenha um número na mão, ele não brilha; desconhecido para ela, ela é na verdade um habitante do trem criado pelos experimentos de Amelia.

- Tuba (Diane Delano) - Uma gorila amiga e protetora de Hazel, habitante do trem.

- Min-Gi Park (Johnny Young) - Um jovem adulto de ascendência coreana. Ele é o melhor amigo de Ryan e deseja se tornar um músico famoso.

- Ryan Akagi (Sekai Murashige) - Um jovem adulto de ascendência japonesa. Ele é o melhor amigo de Min-Gi e deseja se tornar um músico famoso.

- Kez (Minty Lewis) - Um sino de concierge sensível, um habitante do trem que acompanha Ryan e Min.

### Personagens recorrentes
- The Cat (Kate Mulgrew) - Uma gata falante que é um colecionadora e vigarista. No Livro 1, ela é uma agente de Amelia; no livro 2, ela dirige um carnaval. O livro 3 revela que o nome dela é Samantha, e ela era a companheira de Simon quando ele embarcou no trem pela primeira vez.

- Randall (Rhys Darby) - Uma pessoa senciente que tenta construir um negócio envolvendo a distribuição do "Donut Holer" (que é apenas um cano comum usado para fazer um buraco através de vários objetos) com suas cópias, que ele cria à vontade, conforme proposto por The Cat. Ele ajuda Tulipa roubar One-One de volta do gato em "The Beach Car".

- Amelia Hughes (Lena Headey) - Uma passageira que derrubou One-One e usurpou sua posição como o Maestro, na esperança de usar o trem para recriar seu marido morto.

- Alrick Timmens (dublado por Matthew Rhys). No Livro 3, Amelia trabalha com One-One para consertar e desfazer os erros que ela cometeu no trem.

- The Steward (dublado por Ashley Johnson) - Um robô ameaçador que auxilia o Condutor.

- Ghoms (Dee Bradley Baker) - Criaturas semelhantes a cães / baratas que habitam Wasteland fora do trem e tentam sugar a força vital dos vivos.

- Megan Olsen (Audrey Wasilewski) - A mãe esforçada de Tulip e ex-esposa de Andy que trabalha como enfermeira.

- Andy Olsen (Mark Fite) - pai deprimido de Tulip e ex-marido de Megan.

- Mikayla (Reagan Gomez-Preston) - A melhor amiga de Tulip antes de embarcar no trem.

- The Reflection Police, ou "Flecs" - Uma dupla de policiais perseguindo MT a fim de destruí-la por abandonar sua responsabilidade como reflexo de Tulip.

- Agente Mace (Ben Mendelsohn) - O rude parceiro sênior da equipe.

- Agente Sieve (Bradley Whitford) - O parceiro júnior mais otimista de Mace.

- Toad / Terrance (Owen Dennis) - Um sapo que os passageiros devem chutar para sair do Toad Car.

- Nathan "Nate" Cosay (Justin Felbinger) - irmão mais novo de Jesse.

- Lucy (dublado por Jenna Davis) - Uma jovem e membro da Apex. Ela perdeu um olho por causa de um pacote de arpões.

- Todd (dublado por Antonio Raul Corbo) - Um menino e membro da Apex.

As vozes convidadas do elenco incluem Matthew Rhys, Ron Funches (Livro 1), Wayne Knight, Laraine Newman, Nea Marshall Kudi, Bill Corbett e Rhys Darby (Livro 2), Rhys Darby, Edi Patterson, Phil LaMarr e Alfred Molina (Livro 3).

## Trilha Sonora
| No. | Título                                | Aparição em Ep.    | Link |
| --- | ------------------------------------- | ------------------ | ---- |
| 1   | Bus Stop                              | The Grid Car       | link |
| 2   | Divorce Isn't Fair                    | The Grid Car       | link |
| 3   | Running Away                          | The Grid Car       | link |
| 4   | Getting on the Train                  | The Grid Car       | link |
| 5   | This Is Not Winsconsin                | The Grid Car       | link |
| 6   | The Cat That Knows The Conductor      | The Beach Car      | link |
| 7   | Time Me!                              | The Corgi Car      | link |
| 8   | Boogie Bash                           | The Corgi Car      | link |
| 9   | Welcome To Corginia                   | The Corgi Car      | link |
| 10  | The Real Monster                      | The Corgi Car      | link |
| 11  | Tulip's Tape                          | The Cat's Car      | link |
| 12  | The Conductor Appears                 | The Cat's Car      | link |
| 13  | One-One Goes a Little Crazy           | The Unfinished Car | link |
| 14  | The Mirror World                      | The Chrome Car     | link |
| 15  | The Flects                            | The Chrome Car     | link |
| 16  | M.T and Tulip                         | The Chrome Car     | link |
| 17  | M.T Escapes                           | The Chrome Car     | link |
| 18  | I'm a Good Man                        | The Ball Pit Car   | link |
| 19  | Blattling with the Steward            | The Ball Pit Car   | link |
| 20  | Atticus Gets Changed                  | The Ball Pit Car   | link |
| 21  | Inside The Conductor's Tape           | The Past Car       | link |
| 22  | Amelia and Alrick                     | The Past Car       | link |
| 23  | To the Engine!                        | The Past Car       | link |
| 24  | The Final Battle                      | The Engine         | link |
| 25  | One-One Finds Mom and Atticus Returns | The Engine         | link |
| 26  | Amelia's Sorrow                       | The Engine         | link |
| 27  | Saying Goodbye                        | The Engine         | link |

## Episódios
| Temporada | Temporada | Episódios | Exibição original     | Exibição original     | Exibição no Brasil     | Exibição no Brasil     | Exibição em Portugal | Exibição em Portugal |
| Temporada | Temporada | Episódios | Estreia de temporada  | Final de temporada    | Estreia de temporada   | Final de temporada     | Estreia de temporada | Final de temporada   |
| --------- | --------- | --------- | --------------------- | --------------------- | ---------------------- | ---------------------- | -------------------- | -------------------- |
|           | Piloto    | 1         | 2 de novembro de 2016 | 2 de novembro de 2016 | 29 de dezembro de 2017 | 29 de dezembro de 2017 | N/A                  | N/A                  |
|           | 1         | 10        | 5 de agosto de 2019   | 9 de agosto de 2019   | 4 de novembro de 2019  | 8 de novembro de 2019  | 22 de abril de 2022  | 22 de abril de 2022  |
|           | 2         | 10        | 6 de janeiro de 2020  | 10 de janeiro de 2020 | 2 de março de 2020     | 6 de março de 2020     | 9 de julho de 2022   | 9 de julho de 2022   |
|           | 3         | 10        | 13 de agosto de 2020  | 27 de agosto de 2020  | 29 de julho de 2021    | 29 de julho de 2021    | TBA                  | TBA                  |
|           | 4         | 10        | 15 de abril de 2021   | 15 de abril de 2021   | 16 de setembro de 2021 | 16 de setembro de 2021 | TBA                  | TBA                  |

## Futuro
Em 16 de agosto de 2020, Dennis relatou que embora a equipe quisesse fazer mais episódios, a produção havia terminado por enquanto com toda a equipe demitida e todos conseguindo novos empregos. Dennis observou que outros episódios dependiam do número de visualizações na HBO Max. Dennis disse que tem várias temporadas planejadas caso a série continue. Quando questionado sobre quais histórias ele gostaria de explorar no futuro, Dennis disse que gostaria de se aprofundar mais na história do trem - possivelmente em uma época em que o Infinity Train existia antes dos próprios trens. Dennis também disse: "Temos ideias básicas para temas e quais personagens gostaríamos de seguir por mais cinco temporadas, até a oitava temporada. Parece que '8' é um bom lugar para parar porque parece um símbolo do infinito." Quando questionado sobre o que mais ele gostaria de fazer com o Infinity Train no futuro, Dennis disse "Eu adoraria que houvesse um filme que segue a história de Amelia [o vilão da primeira temporada]. Eu também gostaria de fazer outro períodos de tempo do trem. " Dennis também expressou interesse em fazer alguns quadrinhos do Infinity Train que "estão no cânone e podem ser escritos por ou estrelados por não-americanos." Em 11 de março de 2021, foi anunciado que o Infinity Train terminaria com sua quarta temporada. Dennis mais tarde esclareceu no Twitter que não pretendia que esta fosse a última temporada e permanece aberto para continuar o show em algum momento no futuro, se tiver a oportunidade.

## Recepção

### Recepção Crítica
"Infinity Train" recebeu elogios da crítica em sua estréia. Caroline Cao, declarou um "triunfo selvagem", enquanto Andrea Towers, declarou que "é um dos melhores programas de animação do ano". Reuben Baron, da  CBR, comparou-a com a minissérie animada Over The Garden Wall em sua perfeição, saudando-a como "uma bela obra parte da narrativa independente, guiada por personagens. Skyler Johnson, da Comic Watch, chamou de "excelente", com "profundidade emocional" isso raramente é visto na televisão infantil "," humor inteligente e espirituoso "e" ação de voz estelar ". Emily Ashby, da Common Sense Media, deu à série 5 de 5 estrelas. Em sua crítica, Ashby elogiou as mensagens positivas sobre amizade e auto-reflexão. Ashby também elogiou a personagem Tulip e os seus momentos emocionais no programa.
Mary Sue no site Rotten Tomatoes, declarou seu segundo livro como "bonito e atencioso" também opinando que ficou chocado(a) com o "fato de tantos programas não conseguirem produzir episódios de 12 horas que funcionam tão bem quanto um programa como o Infinity Train."

### Prêmios e indicações
| Ano  | Prêmio      | Categoria                | Nomeado (s)                     | Resultado | Ref.   |
| ---- | ----------- | ------------------------ | ------------------------------- | --------- | ------ |
| 2020 | Annie Award | Melhor Produção Especial | Trem Infinito: A Criança Perene | Indicado  | [ 24 ] |